# Península de Osa
La península de Osa es una península de Costa Rica localizada en la costa suroeste del océano Pacífico, limitada por la bahía de Coronado al norte y el golfo Dulce al sur. Situada al sur de la provincia de Puntarenas, tiene un área aproximada de 1740 km², lo que la convierte en la segunda más grande del país, tras la de Nicoya.
A pesar de ser una zona de extensión relativamente pequeña, en ella se encuentran un gran número de hábitats tropicales: bosques lluviosos, humedales costeros, bosques de montaña, etc. En esta región se ha establecido el famoso parque nacional Corcovado, que constituye el área protegida más grande de Costa Rica y que, según la organización internacional National Geographic es «el área biológicamente activa más intensa del mundo». 
Desde la década de los años 1970, en que se fundó el parque, diversas autoridades costarricenses y extranjeras trabajan en conjunto para brindar protección a los recursos naturales que se engloban en esta estratégica península.